# 于克塞尔·尚勒
于克塞尔·尚勒（土耳其語：Yüksel Şanlı，1973年11月14日—），土耳其男子摔跤运动员。他曾代表土耳其参加世界摔跤锦标赛，获得一枚铜牌。他也曾参加1996年和2000年夏季奥林匹克运动会。